# Phare de Marshall Point
Le phare de Marshall Point (en anglais : Marshall Point Light) est un phare actif situé à l'entrée de Port Clyde, dans le Comté de Knox (État du Maine).
Il est inscrit au Registre national des lieux historiques depuis le 23 mars 1988 .

## Histoire
Le phare de Marshall Point a été créé en 1832 pour aider les bateaux entrant et sortant de Port Clyde. Le phare d'origine était une tour de 6,1 m éclairée par sept lampes à huile de saindoux avec des réflecteurs.
La tour originale a été remplacée par le phare actuel en 1857. Elle était à l'origine équipée avec une lentille de Fresnel du 5e ordre. Une passerelle en bois surélevée relie la tour à la terre. En 1895, la maison du gardien d'origine fut détruite par la foudre. Une maison de style néo-colonial a été construite pour la remplacer. Une cabane à huile et un clocher avec une cloche de brume de 450 kg ont été ajoutés en 1898. Cette cloche a été remplacée par une corne de brume en 1969.
Le phare a été automatisé en 1980 et la lentille originale de Fresnel a été remplacée par une optique moderne de 300 mm. En 2016, une nouvelle lanterne à led VLB-44 l'a remplacée.
L’objectif original se trouve au Maine Lighthouse Museum à Rockland. En 1986, la St. George Historical Society a restauré la maison du gardien et y a établi le Marshall Point Lighthouse Museum , qui présente l'histoire du phare de Marshall Point et d'autres phares voisins. Il est ouvert en après-midi de mi-mai à mi-octobre.
Le phare est apparu dans le film Forrest Gump de 1994. Le phare a été transféré à la ville de St. George en 1998 dans le cadre du Maine Lights Program. Le signal de brouillard a été supprimé, mais la cloche reste en place.

## Description
Le phare  est une tour cylindrique en brique sur un soubassement en pierre de granit, avec une galerie et une lanterne de 9 m de haut, reliée à la terre par une passerelle en bois. La tour est peinte en blanc et la lanterne est noire. Son feu fixe blanc émet, à une hauteur focale de 9,5 m, une lumière, jour et nuit. Sa portée est de 13 milles nautiques (environ 24 km).
Il est équipé d'une corne de brume émettant un blast par période de 10 secondes.
Identifiant : ARLHS : USA-479 ; USCG : 1-4780 - Amirauté : J0124 .
|                |
| Marshall Point |

|          |
| Le phare |

### Lien connexe
- Liste des phares du Maine